# Valeriana trinervis
Valeriana trinervis Viv. è una pianta della famiglia delle Valerianacee, endemica della Corsica.

## Distribuzione e habitat
L'areale di Valeriana trinervis è ristretto ad un'unica stazione, nei pressi di Bonifacio, nella parte sud-occidentale della Corsica.
Cresce su substrato granitico, sul livello del mare.

## Conservazione
Per la ristrettezza del suo areale la IUCN Red List considera V. trinervis come specie in pericolo di estinzione (Endangered).
La specie è stata inserita dalla IUCN nella lista delle 50 specie botaniche più minacciate della area mediterranea.